# Annina Frey

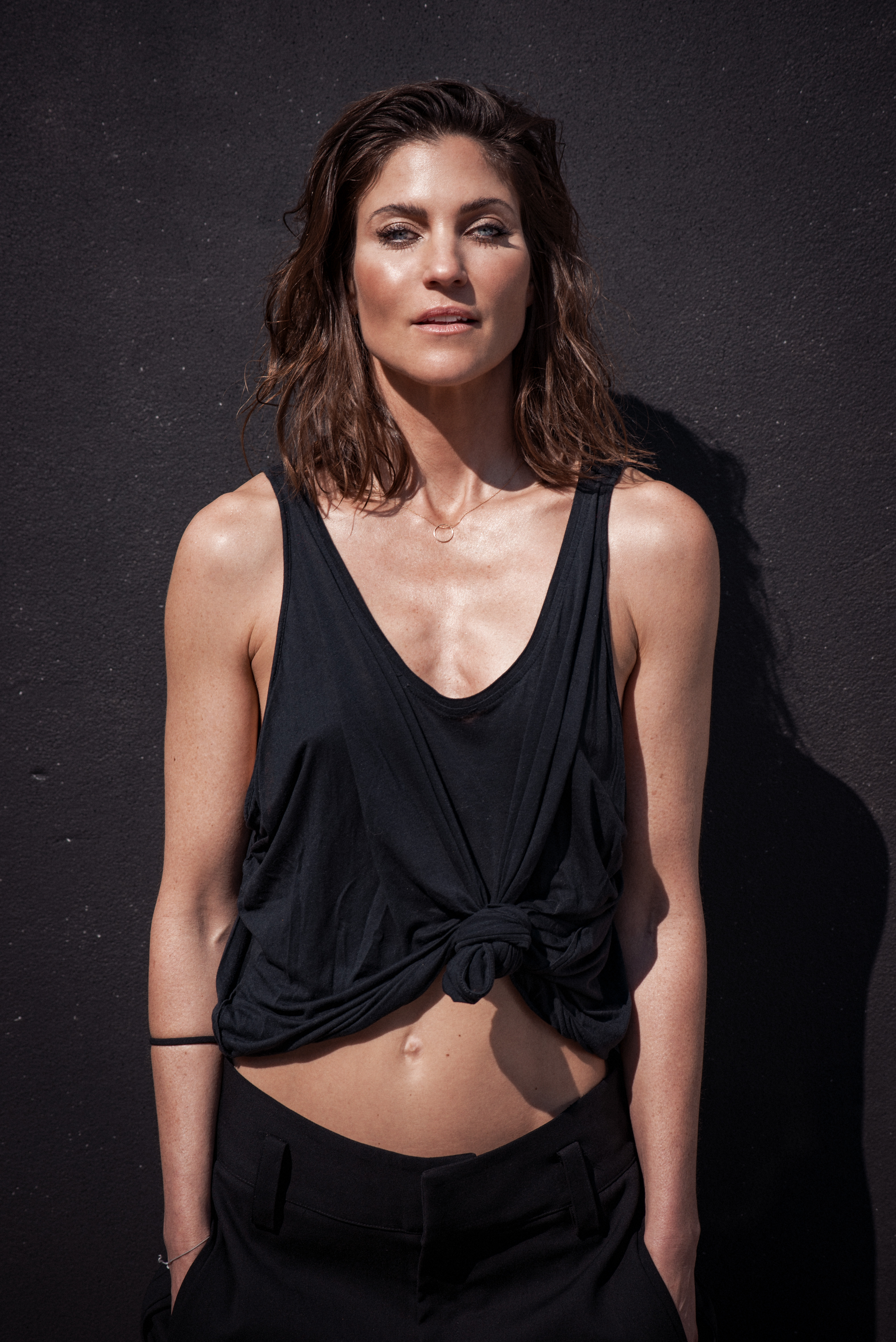
Annina Frey (2019)

Annina Frey (* 29. Dezember 1980 in Zürich) ist eine Schweizer Musikproduzentin und DJ im Techno-Bereich.

## Leben
Frey besuchte das Humanistische Gymnasium in Basel und schloss im Jahr 2000 ihre Matura ab. Parallel dazu absolvierte sie eine Ausbildung zur Bereiterin. Danach begann sie ein Psychologiestudium an der Universität Basel, das sie 2001 abbrach. Von 2000 bis 2002 absolvierte Frey das Grundstudium der Medien- und Kommunikationswissenschaften, Soziologie und Umweltwissenschaften an der Universität Basel. Anschliessend besuchte sie die European Film Actor School in Zürich, die sie 2005 abschloss. Neben verschiedenen Bühnenrollen und Auftritten als Model trat Frey vereinzelt auch in Fernseh- und Filmproduktionen auf. Von 2007 bis 2018 moderierte Annina Frey auf SRF 1 die Sendung glanz & gloria.
Unter FREYA ist sie als DJ und Musikproduzentin im Techno-Bereich aktiv. Sie tritt in der Schweiz und im Ausland, wie beispielsweise in Kairo auf. Bei Radio 105 war sie regelmäßig als DJ zu Gast. 2019 mixte sie zusammen mit Sonny Vice die offizielle Warm-up-Kompilation der Street Parade, die Platz 8 der Schweizer Hitparade erreichte.

## Diskografie
Singles (Auswahl)
- 2018: Samsahra [Joyride Music Progressive]
- 2018: Angels Calling [Future Soundz]
- 2019: Clubbing [BlackDot.]

Compilations (Auswahl)
- 2019: Freya B2B Sonny Vice – Street Parade 2019 – Warm-Up [Future Soundz]